# Вошце
Вошце (словен. Vošce) — поселення в общині Луковиця, Осреднєсловенський регіон, Словенія. 
Висота над рівнем моря: 584,3 м.